# مطلق (اسم)
مطلق هو اسم علم مذكر من أصل عربي، ومعناه هو المحرر المتحرر الحر.

## شخصيات تحمل الاسم
- مطلق الثبيتي (شاعر سعودي، 9 سبتمبر 1937 – 31 يوليو 1995)
- مطلق الذيابي
- مطلق الشليمي (سياسي كويتي، 1939 – 26 أغسطس 2000)
- مطلق بن محمد المطيري (قائد عسكري)
- مطلق دخيل

## وصلات خارجية
- موسوعة السلطان قابوس لأسماء العرب